# دیوید کورش
دیوید کورِش (انگلیسی: David Koresh) (نام اصلی، ورنن وین هوول؛ ۱۷ اوت ۱۹۵۹–۱۹ آوریل ۱۹۹۳) رهبر آمریکایی فرقه داودیه بود. دیوید کورش در سال ۱۹۸۱ به فرقه داودیه پیوست، و در سال ۱۹۹۰ نام اصلی خویش که وین هول بود را به کُرِش تغییر داد و همچنین مسئولیت رهبری فرقه داودیه را نیز پذیرفت. وی در پی حمله FBI در فوریه 1993 به محوطه کوه کارمل، محل تشکیلات این گروه در شرایط نامشخصی بر اثر شلیک گلوله جان باخت، و مجتمع نیز در آتش سوزی ویران شد.